# Novatek
Novatek è il secondo più grande produttore di gas naturale della Russia e la settima più grande società quotata in borsa a livello globale per volume di produzione di gas naturale.

## Storia
La società era originariamente conosciuta come OAO FIK Novafininvest. Novatek ha sede a Tarko-Sale, nella regione autonoma di Yamalo-Nenets nella Siberia occidentale e ha un ufficio vendite a Mosca. Nel Forbes Global 2000 2020, Novatek è stata classificata come la 316a più grande azienda pubblica al mondo. 
Il più grande giacimento di gas che possiede è a Yurkharovskoye.
La società non deve essere confusa con Novatek Inc, una società statunitense che produce diamanti sintetici per l'industria petrolifera e del gas, o Novatek Microelectronics Corp., un fornitore di circuiti integrati per controller di visualizzazione, o Novatek AS, una società di ingegneria norvegese.

## Proprietà
Novatek è una società pubblica con azioni negoziate nelle Borse di Londra e Mosca. I principali azionisti di Novatek sono Leonid Michel'son, CEO, con circa il 28% delle azioni, Volga Group con il 23% delle azioni, Total S.A. con il 16% e Gazprom con il 9,4%